# Акен Вебекур
Акен Вебекур (фр. Acquin-Westbécourt) насеље је и општина у североисточној Француској у региону Север-Па де Кале, у департману Па де Кале која припада префектури Сент Омер.
По подацима из 2011. године у општини је живело 698 становника, а густина насељености је износила 48,85 становника/km². Општина се простире на површини од 14,29 km². Налази се на средњој надморској висини од 80 метара (максималној 178 m, а минималној 60 m).

## Демографија
| 1962. | 1968. | 1975. | 1982. | 1990. | 1999. | 2011. |
| ----- | ----- | ----- | ----- | ----- | ----- | ----- |
| 626   | 639   | 571   | 559   | 617   | 625   | 698   |

График промене броја становника у току последњих година